# توماس ميكلسن (لاعب كرة قدم دنماركي)
توماس ميكلسن (بالدنماركية: Thomas Mikkelsen)‏ هو لاعب كرة قدم ومدرب كرة قدم دنماركي في مركز حراسة المرمى، ولد في 27 أغسطس 1983 في الدنمارك في مملكة الدنمارك. لعب مع نادي أودنسه.

## وصلات خارجية
- توماس ميكلسن على موقع الاتحاد الأوربي (الإنجليزية)
- توماس ميكلسن على موقع قاعدة بيانات كرة القدم.إي يو (الإنجليزية)
- توماس ميكلسن على موقع Soccerway.com (الإنجليزية)
- توماس ميكلسن على موقع عالم كرة القدم.نت (الإنجليزية)